# قصير كاي
قصير كاي (بالإنجليزية: Bernard Solomon Kotzin)‏ هو مغني وممثل أمريكي، ولد في 11 نوفمبر 1918 بنيويورك في الولايات المتحدة، وتوفي في 14 ديسمبر 1997 برانتشو ميراج في الولايات المتحدة بسبب سرطان وسرطان الرئة.

## أعمال

### أفلام
- (1965) القط بالو
- (1988) من ورط الأرنب روجر

## وصلات خارجية
- قصير كاي على موقع IMDb (الإنجليزية)
- قصير كاي على موقع ألو سيني (الفرنسية)
- قصير كاي على موقع ميوزك برينز (الإنجليزية)
- قصير كاي على موقع تيرنر كلاسيك موفيز (الإنجليزية)
- قصير كاي على موقع أول موفي (الإنجليزية)
- قصير كاي على موقع قاعدة بيانات برودواي على الإنترنت (الإنجليزية)
- قصير كاي على موقع قاعدة بيانات الأفلام السويدية (السويدية)
- قصير كاي على موقع إن إن دي بي (الإنجليزية)
- قصير كاي على موقع ديسكوغز (الإنجليزية)
- قصير كاي على موقع قاعدة بيانات الفيلم (الإنجليزية)